# Un perro con suerte
You Lucky Dog (título en español: Un perro con suerte) es una película original de Disney Channel transmitida por primera vez en Estados Unidos el 27 de junio de 1998 por Disney Channel. Fue protagonizada por Kirk Cameron y dirigida por Paul Schneider.

## Argumento
En esta película, Kirk Cameron actúa de un psiquiatra de perros que es famoso por, literalmente, ser capaz de leer la mente de un perro. Al principio de la película, el personaje ya no conserva esta capacidad, pero sin embargo es contratado por una empresa para usar sus dones con el perro afortunado titular, el heredero de la fortuna de su maestro, recientemente fallecido. A lo largo de la película, el personaje de Cameron recupera su capacidad de leer la mente de un perro y la utiliza de descubrir la verdad detrás de la desaparición del exmaestro. Pero no sólo gana la habilidad de leer la mente del perro, ya que ahora puede realmente convertirse en un perro. Se entera de que el asesino de su maestro es un pariente rico.

## Reparto
- Kirk Cameron - Jack Morgan
- Chelsea Noble - Alyson Kent
- John de Lancie -Lyle Windsor
- Christine Healy - Margaret Windsor
- Granville Van Dusen - Sr. Fister
- Christine Cavanaugh - Bernice
- Hansford Rowe - Sr. Windsor
- Jane Carr - Maid
- Taylor Negron - Reuben Windsor
- James Avery - Calvin Bridges
- Tom McCleister - Sr. Mooney
- Myra Turley - Sra. Mooney
- Patricia Belcher - Juez Tanner
- Jillian Berard - Nicole Tyler
- Kristopher Logan - Hombre del delivery
- David Higlen - Organizador de muebles
- Mary Pat Gleason - Cocinero
- Rick Fitts - Detective
- Susie Coelhon - Reportero
- Mitchell Edmonds - vendedor de muebles
- John Webber - Guardia de seguridad
- Bogus - Lucky

## Premios
En 1998 la canción original Togetherness fue nominada al Premio Emmy por Mejor música y letra, David Michael Frank (compositor) y Todd Smallwood (letrista).